# Volejbol'nyj klub Fakel 2016-2017
Questa voce raccoglie le informazioni riguardanti il Volejbol'nyj klub Fakel nelle competizioni ufficiali della stagione 2016-2017.

## Organigramma societario
Area direttiva
- Presidente: Rafkat Kantjukov

Area tecnica
- Allenatore: Igor' Čutčev (fino a febbraio 2017), Camillo Placì (da febbraio 2017)
- Allenatore in seconda: Sergej Orlenko, Jurij Bulyčev (fino a febbraio 2017), Igor' Čutčev (da febbraio 2017)

## Rosa
| N° | Nome               | Ruolo | Data di nascita   | Nazionalità sportiva |
| -- | ------------------ | ----- | ----------------- | -------------------- |
| 1  | Andrej Uškov       | P     | 5 luglio 1999     | Russia               |
| 2  | Il'ja Vlasov       | C     | 3 agosto 1995     | Russia               |
| 3  | Sergej Pirainen    | S/O   | 27 febbraio 1996  | Russia               |
| 4  | Vadim Lichošerstov | C     | 23 gennaio 1989   | Russia               |
| 5  | Andrej Alekseev    | L     | 29 gennaio 1997   | Russia               |
| 6  | Nikita Krot        | C     | 4 febbraio 1997   | Russia               |
| 7  | Igor' Kolodinskij  | P     | 7 luglio 1983     | Russia               |
| 8  | Aleksej Evseev     | S/O   | 3 ottobre 1992    | Russia               |
| 9  | Ivan Jakovlev      | C     | 17 aprile 1995    | Russia               |
| 10 | Denis Bogdan       | S     | 13 ottobre 1996   | Russia               |
| 11 | Andrej Ivannikov   | S     | 6 luglio 1999     | Russia               |
| 12 | Artëm Tochtaš      | C     | 17 aprile 1986    | Russia               |
| 13 | Vladimir Šiškin    | L     | 2 febbraio 1990   | Russia               |
| 14 | Aleksandr Kimerov  | S/O   | 11 settembre 1996 | Russia               |
| 15 | Dmitrij Volkov     | S     | 25 maggio 1995    | Russia               |
| 16 | Valentin Bezrukov  | P     | 26 gennaio 1990   | Russia               |
| 17 | Pavel Mineev       | S     | 20 maggio 1999    | Russia               |
| 18 | Egor Kljuka        | S     | 15 giugno 1995    | Russia               |
| 19 | Michail Bondarenko | S     | 3 novembre 1997   | Russia               |
| 20 | Gleb Radčenko      | S     | 28 luglio 1999    | Russia               |